# Туменское
Туменское — деревня в Коломенском районе Московской области. Входит в состав Биорковского сельского поселения. Расположена в равнинной местности. Население — 67 чел. (2010). Большая часть населения — русские по национальности.
В деревне находится действующая церковь Казанской иконы Божьей Матери (территориально на высоком берегу р.Коломенки в д.Грайвороны). Деревня активно развивается. 

## Население
| 2002 | 2006 | 2010 |
| ---- | ---- | ---- |
| 82   | ↘81  | ↘67  |